# Галичина (стадіон, Дрогобич)
Стадіо́н «Галичина́» — багатоцільовий стадіон у місті Дрогобич, розташований на півдні міста на перетині вулиць Спортивної та Трускавецької. 

## Історія

### Польський період
Відомо, що в рамках святкування травневих свят 3 травня 1928 року на стадіоні відбувся матч між місцевим «Соколом» та стрийською «Погонню». Матч завершився з рахунком 2:4 на користь стрийської «Погоні».
У 1930-х стадіон носив назву «Юнак» і був домашньою ареною для однойменного колективу «Юнак».
Свій перший міжнародний матч стадіон прийняв 6 червня 1936 року. Тоді до Дрогобича приїхав угорський колектив «Бочкаї». Навіть шалена підтримка восьми тисяч дрогобицьких вболівальників не врятувала місцевий колектив, «Юнак» поступився 1:8.
Також стадіон приймав численні змагання з інших видів спорту. До прикладу, наприкінці 1930-х років тут відбувалися легкоатлетичні змагання, у яких брали участь члени олімпійської збірної Польщі: Станіслава Валасевич та Марія Квашневська.

### Радянський період
З приходом радянської влади стадіон перейшов до обласної філії товариства «Спартак» і отримав назву «Спартак». Там виступала й однойменна футбольна команда «Спартак».
Також стадіон, як головна арена міста та області, став майданчиком для проведень парадів та вистав. Так на стадіоні регулярно влаштовували пишні святкування 1 травня, річниць Жовтневої революції та інших радянських свят.
Згодом розпочалася активна розбудова стадіону. У 1959 році побудували центральну трибуну, а в 1961 році добудували східну трибуну.
У 1960-х роках стадіон узяв на баланс Дрогобицький нафтопереробний завод, тож його перейменували на «Нафтовик».
У 1970-х роках весь комплекс, включно зі стадіоном, передали на баланс Дрогобицького заводу автомобільних кранів. Стадіон знову перейменували, тепер на «Кранобудівник». Тоді в 1971 році на стадіоні почала виступати заводська команда автокранового заводу «Авангард», яка через рік стала «Торпедо». Вона грала там до 1979 року, поки не була ліквідована. 
Також стадіон став домом для місцевих команд «Хімік» та «Авангарду» з Експериментально-механічного заводу спеціального газового обладнання.
25 жовтня 1987 року на стадіоні відбувся фінал Кубка УРСР серед колективів фізкультури (КФК). У фінальному матчі зійшлися дрогобицький «Авангард» і єнакіївський «Південьсталь». Трибуни були переповнені, на матч прийшло 15 тисяч глядачів. Рахунок 2:0.
У 1989 році на стадіоні провів кілька матчів львівський СКА. Згодом СКА остаточно змінить прописку зі львівської на дрогобицьку, ставши «Галичиною».
У 1990 році на стадіоні провели реконструкцію. І протягом 1990-х років він став домом для «Галичини», яка проводила тут матчі спочатку Другої ліги СРСР, а згодом Першої та Другої ліг України.

### Незалежна Україна
За цей період стадіон двічі змінив назву: спочатку в проміжку між 1991 і 1992 роками назву спростили до «Крановик», а в 1997 році стадіон отримав назву «Галичина».
У 2000-х роках, після короткочасного зникнення команди «Галичина», стадіон приймав основному матчі аматорського рівня. Але деколи на стадіон навідувався професійний футбол: так 9 липня 2008 року тут провели товариську зустріч дві команди Української прем'єр-ліги – «Львів» та маріупольський «Іллічівець».
У 2009 році тогочасний мер Микола Гук в офіційному листі голові Львівської обласної держадміністрації Миколі Кмітю звернувся з пропозицією зробити стадіон «Галичина» однією з тренувальних баз для команд-учасниць Чемпіонату Європи 2012 року. І вже через рік — у 2010 році — постановою Кабінету міністрів України стадіон включено в державну програму підготовки до «Євро-2012».
До моменту обговорення реконструкції вже готувалася проектно-кошторисна документація на встановлення даху над центральною трибуною стадіону, но згодом було остаточно прийнято рішення про повну реконструкцію стадіону. На неї планувалося витратити 81 мільйон гривень, проте Національним агентством з питань підготовки до Чемпіонату Європи 2012 року було погоджено лише 29 мільйонів гривень.
Представники УЄФА, що інспектували стадіон, наголошували, що стадіон, як тренувальна база, не потребує нових трибун, а лише якісне поле, що вже було на стадіоні. Проте міська влада вирішила за рахунок співфінансування, перебудувати трибуни, добудувавши нові підтрибунні приміщення.
Зрештою, стадіон не здали вчасно, і згодом він фігурував лише в протоколах судових рішень.
У другій половині 2012 року вирішили довести справу до кінця. Розпорядженням голови Львівської ОДА затвердили скориговану проектно-кошторисну документацію: загальна ціна проекту становила 69 мільйонів гривень, а кількість сидячих місць скоротили до 5920. Це було менше, ніж заявлені раніше 6600 місць.
Правда значних зрушень так і не відбулося, а недобудований стадіон занепав – газон заріс, а трибуни почали поступово руйнуватися. Хоча міська рада продовжувала отримувати кошти на реконструкцію.
У 2022 році стадіон підпав під президентську програму «Велике будівництво».

## Команди
- «Сокіл» (? - ?)
- «Бейтар» (? - 1933)
- «Юнак» ( ? - 1939)
- «Спартак» (1939 - ?)
- «Динамо» (1939 - 1954)
- «Нафтовик» ( ? - 1970)

- «Авангард/Торпедо» (1971-1979)
- «Хімік/Авангард» (1979-1989)
- СКА Львів (1989)
- «Галичина» (1990-2003, 2005-2006, 2008-2009)

## Великі матчі
| 06.06.1936 | «Юнак» | 1:8 | «Бочкаї» | Дрогобич      |  |
|            |        |     |          | Глядачі: 8000 |  |

| 1965 | «Нафтовик» | 3:3 | «Динамо» | Дрогобич          |  |
|      |            |     |          | Глядачі: невідомо |  |

| 06.1965 | «Нафтовик» | 5:3 | СКА Львів | Дрогобич       |  |
|         |            |     |           | Глядачі: +8000 |  |

| 25.10.1987 | «Авангард» | 2:0 | «Південьсталь» | Дрогобич       |  |
|            |            |     |                | Глядачі: 15000 |  |

| 30.10.1990 | «Галичина» | 1:2 | «Карпати» | Дрогобич       |  |
|            |            |     |           | Глядачі: 10000 |  |

| 03.03.1996 | «Галичина» | 0:0 (6:5) | «Кривбас» | Дрогобич      |  |
|            |            |           |           | Глядачі: 5000 |  |

| 22.06.2003 | «Галичина» | 4:3 | «Газовик-Скала» | Дрогобич          |  |
|            |            |     |                 | Глядачі: невідомо |  |